# یواس‌اس شارپس (ای‌جی-۱۳۹)
یواس‌اس شارپس (ای‌جی-۱۳۹) (به انگلیسی: USS Sharps (AG-139)) یک کشتی بود که طول آن 177' بود. این کشتی در سال ۱۹۴۴ ساخته شد.